# نادي كوستوسيا
نادي كوستوسيا لكرة القدم (بالكرواتية: Nogometni klub Kustošija) نادي كرة قدم كرواتي يقع في العاصمة زغرب ويشارك في الدوري الكرواتي الدرجة الأولى.